# Pierced from Within
Pierced from Within ist das dritte Full-length-Album der amerikanischen Death-Metal-Band Suffocation. 

## Unterschiede zu Vorgängeralben
Die Qualität der Aufnahmen wurde auf diesem Album, verglichen mit den älteren Alben, verbessert. Einzelne Instrumente können hier, wie es bei den Vorgänger-Alben teilweise nicht der Fall war, eindeutig herausgehört werden. Das Lied Breeding the Spawn, vom gleichnamigen 1993'er Album, wurde für Pierced from Within neu eingespielt. Pierced form Within ist das erste Album von Suffocation bei dem nicht Mike Smith am Schlagzeug sitzt, seinen Part übernimmt Doug Bohn. Erst bei der Reunion im Jahre 2003 kehrt Smith wieder zur Band zurück.
Das Album wurde im Jahr 2003 zusammen mit Effigy of the Forgotten wiederveröffentlicht.

## Musikstil
Mit diesem Album ist die Band ihrem Stil aus den Vorgängeralben weitestgehend treu geblieben. Das Lied Torn into Enthrallment allerdings beginnt, für Suffocation unüblich, mit einem klaren Gitarrensolo. 

## Titelliste
1. Pierced from Within  – 4:26
2. Thrones of Blood  – 5:14
3. Depths of Depravity  – 5:33
4. Suspended in Tribulation  – 6:31
5. Torn into Enthrallment  – 5:25
6. The Invoking – 4:36
7. Synthetically Revived – 3:53
8. Brood of Hatred – 4:36
9. Breeding the Spawn – 5:09